# Europäisches Schlangenauge

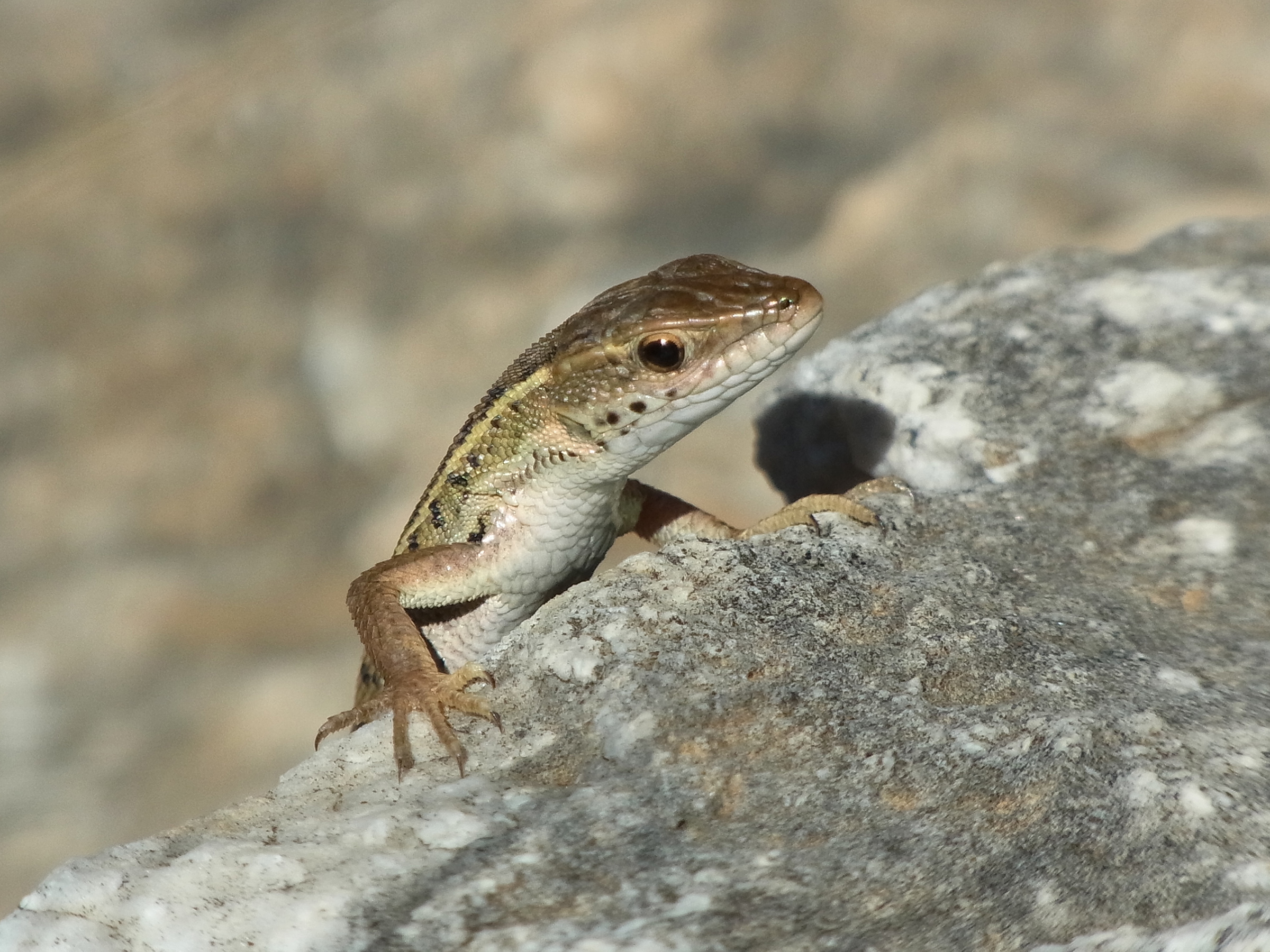
Ähnlich wie bei den Schlangen sind die Augenlider zusammengewachsen und liegen als durchsichtige Schicht über den Augen.

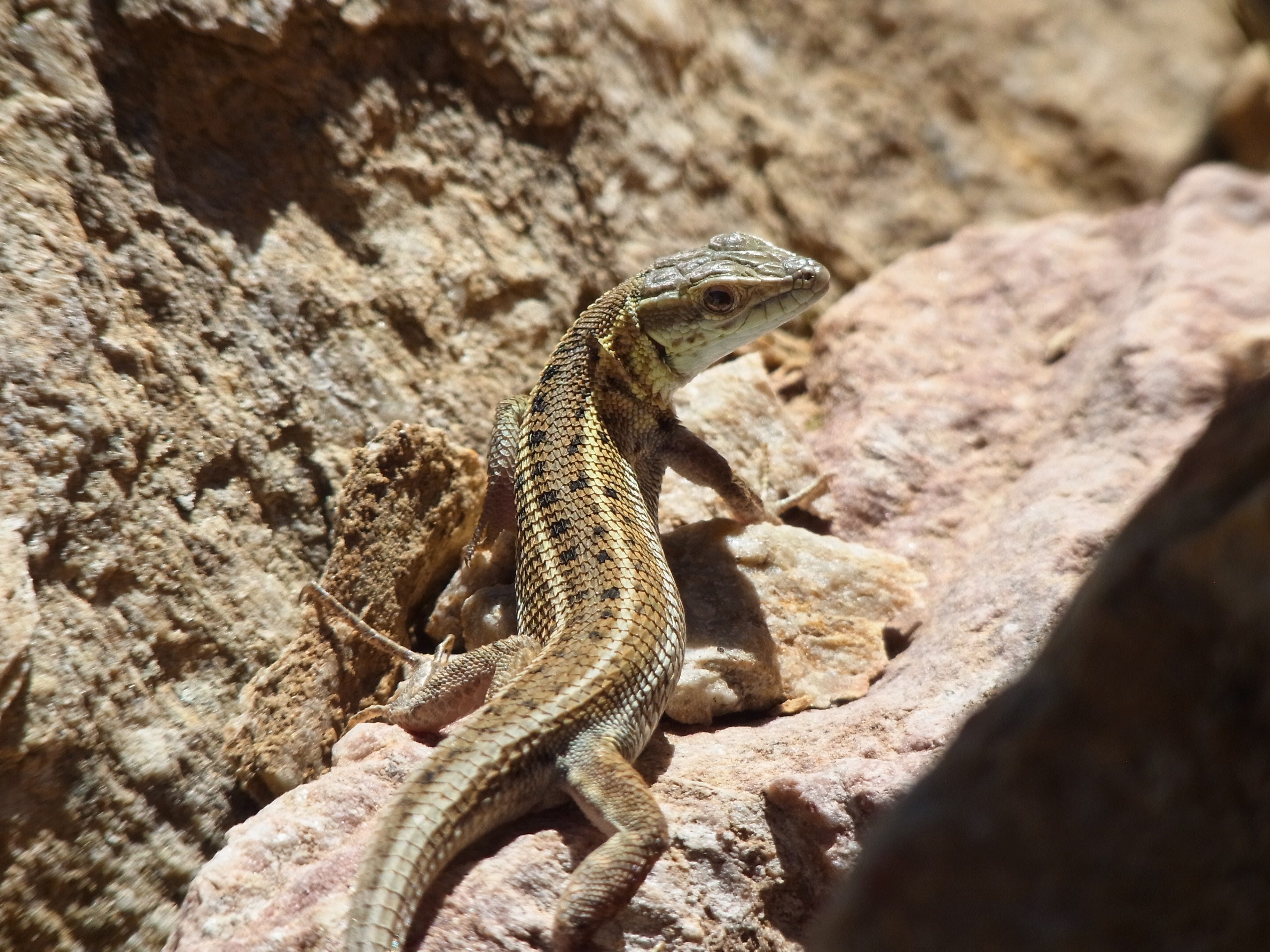
Europäisches Schlangenauge auf Thasos

Das Europäische Schlangenauge (Ophisops elegans) ist eine schlanke Eidechse aus der Gattung der Schlangenaugen-Eidechsen. Die Namensteile „Ophis“ (Schlange) und „ops“ (Auge) stammen aus der griechischen Sprache, „elegans“ aus dem Lateinischen. Folglich würde die Art dem wissenschaftlichen Namen nach übersetzt „Elegantes Schlangenauge“ heißen.

## Merkmale
Etwa zwei Drittel der Gesamtlänge von bis zu 18 cm entfallen auf die Schwanzlänge. Die Oberfläche wirkt durch die deutlich gekielten und „geschindelten“ Körperschuppen matt bzw. rau. Die Grundfärbung ist entweder grau oder braun, bei Männchen an den Flanken je nach Unterart orange, grün oder bläulich. Vor allem Kehle und Halsregion sind während der Paarungszeit leuchtend orange, gelb oder gelbgrün gefärbt. Über die Rückenseiten führen zwei helle Streifen (bei Jungtieren vier klare Linien). Die Weibchen sind generell weniger bunt gefärbt. Über Rücken und Flanken verlaufen bei beiden Geschlechtern mehrere Reihen aus kleinen, dunklen Punkten, die mal mehr und mal weniger deutlich hervortreten. Zum Schwanz hin können diese zu Streifen verschmelzen. Schlangenaugen besitzen kein Halsband. Ähnlich wie bei den Schlangen sind die Augenlider zusammengewachsen und liegen als durchsichtige Schicht über den Augen. Die Echsen schauen praktisch durch die geschlossenen Lider hindurch. Die Pupille liegt waagerecht. 

## Verbreitung/Unterarten
In Europa ist die Art auf dem griechischen Festland und einigen Inseln beheimatet. Hier beginnt die Verbreitung östlich des Nestos und erstreckt sich über Südostbulgarien und die Türkei bis nach Kleinasien. Auf dem Balkan und in Westanatolien ist die Unterart Ophisops elegans macrodactylus zu Hause, zu denen auch die Schlangenaugen der griechischen Insel Thassos gehören. Während die Nominatform Ophisops elegans elegans den Kaukasus bewohnt, lebt O. e. ehrenbergii in der Osttürkei, Westsyrien, dem Libanon und Israel. 
Eine Vielzahl weiterer Unterarten wurde in ihrem asiatischen Verbreitungsgebiet beschrieben:
- Ophisops elegans basoglui Baran & Budak, 1978 – Südanatolien
- Ophisops elegans blanfordi Schmidt, 1939 – Mesopotamien
- Ophisops elegans centralanatoliae Bodenheimer, 1944 – Zentralanatolien
- Ophisops elegans persicus Boulanger, 1918
- Ophisops elegans schlueteri Boettger 1880 – Zypern

## Lebensraum
Trockene, von kleineren Büschen und Steinhaufen durchsetzte Wiesen bis zu einer Höhenlage von maximal 1000 m bilden den typischen Lebensraum der Art in ihrem europäischen Verbreitungsgebiet. Diese liegen meist in der direkten Umgebung lichter Laubwälder und sind oft nicht weit von Fließgewässern oder Quellen entfernt. In Asien erreicht die Art bis über 3000 m. Als Jagdansitz, Sonn- und Ruheplatz dienen frei stehende Felsen oder Steine. 

## Fortpflanzung
Paarungskämpfe enden nicht selten in erbitterten Kämpfen. Die Männchen leiten diese durch  dauerndes Kopfnicken ein. Während der Kopulation verbeißt sich das Männchen in der Flanke der Partnerin. Es werden ein bis zwei Gelege pro Jahr abgesetzt, die jeweils drei bis sechs Eier enthalten. Über Trächtigkeitsdauer und Inkubationszeit ist nichts bekannt. Mit zwei Jahren werden die Eidechsen geschlechtsreif.

## Ernährung
Es werden vor allem kleine Spinnentiere, Insekten und andere Wirbellose gefressen. Über die Aufnahme von Pflanzen (Blüten, Früchte usw.) ist bislang nichts bekannt. Es ist jedoch anzunehmen, dass diese wie bei den nahe verwandten Arten der Ergänzung des Speiseplans dienen. 

## Verhalten
Selbst in der prallen Mittagssonne sitzen die kleinen Echsen auf erwärmten Steinen oder Felsen, um nach Feinden und Nahrung Ausschau zu halten. Durch weites Öffnen des Mauls und Anheben der Extremitäten schützen sie sich dabei vor Überhitzung. Die Jagd nach Futtertieren findet vor allem auf dem Erdboden in der niedrigen Vegetation oder an freien Flächen statt. Schlangenaugen erspähen sich bewegende Beutetiere schon von weitem, schleichen sich an diese heran und erbeuten sie im Sprung oder nach ausdauernder Verfolgung. 
Fühlen sich die Eidechsen bedroht, laufen sie einige Meter fort, verharren dann aber wieder und beobachten mit lang gestreckten Vorderbeinen und erhobenem Vorderkörper die Umgebung. Die Fluchtdistanz liegt bei vorsichtiger Annäherung oft unter ein bis zwei Metern.